# Gilbert Devèze
Gilbert Devèze (ur. 21 czerwca 1921 w Lyonie, zm. 8 kwietnia 2010 w Boulogne-sur-Mer) – francuski polityk, samorządowiec i przedsiębiorca, członek ruchu oporu podczas II wojny światowej. Deputowany krajowy i senator, poseł do Parlamentu Europejskiego II kadencji.

## Życiorys
Jego ojciec był przemysłowcem, a dziadek Auguste Isaac ministrem handlu i przemysłu. Ukończył szkołę średnią we Fryburgu, następnie podjął naukę w szkole rolniczej (przerwaną przez wybuch wojny). Podczas II wojny światowej zmobilizowany, następnie wzięty do niewoli. Po uwolnieniu od 1940 zaangażowany w działalność antyhitlerowską, współpracował m.in. z siatką polskiego ruchu oporu we Francji. Dołączył do wojsk Wolnej Francji, uczestniczył w kampaniach w Libii i następnie Włoszech. W 1945 zdemobilizowany, osiadł następnie we wsi Bièvres, w której od 1947 do 1977 był merem. Pracował jako rolnik i leśnik, został szefem tartaku w Coucy-lès-Eppes. Następnie zajmował stanowiska dyrektorskie w firmach z branży chemicznej Holt-Products i Romac-Industries, w 1970 obejmując fotel dyrektora firmy. Działał także w lokalnych stowarzyszeniach kombatanckich i lotniczych.
Został członkiem Narodowego Centrum Niezależnych i Chłopów, z jego listy zasiadał w Zgromadzeniu Narodowym w kadencji 1958–1962. W latach 1967–1979 radny departamentu Aisne, od 1970 jako wiceprezydent. W 1971 wybrany do Senatu z ramienia Niezależnych Republikanów, z czasem ze względu na różnice światopoglądowe odsunął się od tego środowiska i w 1982 wstąpił do Frontu Narodowego. W 1984 kandydował do Parlamentu Europejskiego, mandat uzyskał w 1986 w miejsce Dominique’a Chaboche, przystępując do Europejskiej Prawicy. W 1989 nie uzyskał reelekcji, popadł następnie w konflikt z władzami partii po poparciu w wyborach kandydata Unii na rzecz Demokracji Francuskiej i w 1993 został z niej wykluczony.

## Odznaczenia
Odznaczony m.in. Legią Honorową IV i V klasy, Krzyżem Wojennym 1939–1945 z brązową palmą oraz srebrną i brązową gwiazdką, Medalem Ruchu Oporu, Krzyżem Kombatanta-Ochotnika, Krzyżem Kombatanta-Ochotnika Ruchu Oporu, Medalem Uciekinierów z Niewoli, Medalem Pamiątkowym Ochotników Wolnej Francji, Orderem Zasługi Rolniczej III klasy, Medalem Honorowym Departamentalnym i Samorządowym oraz polskim Krzyżem Walecznych